# Эрни, Уильям Фредерик Милтон
Уильям Фредерик Милтон Эрни (англ. William Frederick Milton Arny; 9 мая 1813, Джорджтаун, Вашингтон, США — 18 сентября 1881, Топика, штат Канзас, США) — американский индейский агент. В 1862 — 1867 годах занимал пост секретаря территории Нью-Мексико.

## Биография
Родился 9 мая 1813 года в Джорджтауне, в штате Мэриленд. Отец, швейцарец Джозеф Эрни — кондитер, иммигрант из кантона Санкт-Галлен. Мать, англичанка Элизабет Гайд.
Завершив образование в государственных школах, поступил на работу в Бетани-колледж в городе Бетани в штате Виргиния. В течение нескольких лет занимал место секретаря Бетани-колледжа, когда президентом учебного заведения был известный проповедник Александр Кэмпбелл. В 1850 году Эрни переехал в округ Маклин в штате Иллинойс, после того, как между ним и президентом колледжа возникли разногласия.
Стал участником движения против рабства. Вступил в Республиканскую партию Иллинойса, где познакомился и подружился с Авраамом Линкольном. Последний в 1856 году отклонил его предложение присоединиться к Национальному комитету Канзаса по борьбе с рабством, в работе которого Эрни принимал активное участие.
Во время Гражданской войны в Канзасе занимался доставкой помощи сторонникам отмены рабства на Территории Канзас. Помог основать город Хаятт (ныне Гарнетт) в Канзасе. В 1857 году переехал из Иллинойса в Канзас и поселился в город Хаятт, где был избран мэром и судьей округа.
Работал генеральным агентом Национального комитета Канзаса и отвечал за распределение помощи среди фри-стейтеров в южном Канзасе. Вместе с Сэмюэлем Кларком Помероем, который отвечал за северный Канзас, они распределили более 8 миллионов фунтов продовольствия и 85 000 долларов наличными. Эрни также был делегатом Конституционного собрания в Ливенуорте и членом территориального законодательного собрания Канзаса 1858 года, а также законодательного собрания Топики.
Переехал в Нью-Мексико после того, как был назначен индейским агентом для юты и хикарилья — индейских племен на севере Территории Нью-Мексико, заменив Кита Карсона. Его назначение было подтверждено Сенатом США 16 июля 1861 года.
В декабре 1861 года Эрни совершил поездку в Вашингтон, чтобы озвучить свои планы и идеи Бюро по делам индейцев. Он пришёл на приём в Белом доме в традиционной одежде жителей фронтира с луком и стрелами. Подарил президенту Линкольну индейское одеяло, сшитое представительницей племени навахо.
В июле 1862 года президент Линкольн назначил его секретарем территории Нью-Мексико. Эрни переехал в Санта-Фе, где занимал этот пост в течение следующих пяти лет. После смерти губернатора Генри Коннелли в июле 1866 года он около полугода исполнял обязанности губернатора, пока не прибыл Роберт Байингтон Митчелл. По истечении срока службы в 1867 году Эрни снова был назначен индейским агентом для юты и хикарильи на Территории Нью-Мексико.
В 1873 году стал индийским агентом и для навахо, проработав в этом качестве несколько лет. Вступил в конфликт с дельцами, торговавшими в резервациях навахо. Его оппоненты говорили о нём, как о «худшем агенте, с которым когда-либо приходилось иметь дело навахо». В июле 1875 года подал в отставку. Представлял Нью-Мексико на Всемирной выставке 1876 года в Филадельфии. Последние годы жил на скромные средства. Скончался 18 сентября 1881 года в Топике.